# Maki Yasuomi
Maki Yasuomi est un nom japonais traditionnel ; le nom de famille (ou le nom d'école), Maki, précède donc le prénom (ou le nom d'artiste).
Maki Yasuomi (真木 保臣, 7 avril 1813 à Kurume, décédé le 22 août 1864 à Tennōzan dans la province de Settsu) est un samouraï de la fin de l'époque d'Edo au service du clan Arima du Kurume dans le nord du Kyūshū. Il est également kannushi (prêtre shinto) du Suiten-gū à Kurume. Maki, aussi connu par son titre de noblesse Maki Izumi no kami (真木和泉守) ou simplement Maki Izumi (真木 和泉), est étudiant de l'idéologie Sonnō jōi (« Révérer l'empereur, expulser les barbares ») de l'école Mito et en particulier de la philosophie d'Aizawa Seishisai.
Maki prend part à la rébellion des portes Hamaguri de 1864 et se suicide près d'Osaka avec ses complices après avoir été poursuivi et cerné par les troupes d'Aizu et Shinsengumi.

## Jeunesse
Maki naît à Kurume en 1813 de Maki Toshiomi, chef de famille de la lignée héréditaire de prêtre shinto (kinnushi) qui entretiennent le Suiten-gū. C'est durant l'enfance de Maki que son père est fait samouraï à part entière par Arima Yorinori, daimyo de Kurume. Maki a onze ans lorsque son père meurt, lui laissant la charge de la famille ainsi que du sanctuaire.

## Carrière politique et intellectuelle
En combinant les enseignements qu'il a reçus de Mitogaku et d'ailleurs, Maki crée une nouvelle école de pensée appelée Tenpōgaku, nommée d'après l'ère au cours de laquelle elle est créée.

## Activité à Kyoto
Maki travaille avec Okubo Toshimichi du domaine de Satsuma pour préparer le voyage de Shimazu Hisamitsu à Kyoto. En 1862, Maki est impliqué dans l'incident de Teradaya et brièvement emprisonné.

## Dernière bataille et décès
Maki prend part à l'incident de Kinmon de 1864 et se joint à l'attaque du domaine de Chōshū contre les forces alliées des domaines d'Aizu et Satsuma de Kyoto. Toutefois, il est battu et se suicide avec ses troupes au Tennōzan alors qu'il est encerclé par les forces commandées par Hayashi Yasusada et Jinbo Kuranosuke, et les  forces du Shinsen gumi commandées par Kondō Isami.
Son poème d'adieu est :
Tourbillonnant autour des racines rochers de la grande montagne est l'esprit japonais de ma vie

大山の　峯の岩根に　うづみけり　わが年月の　やまとだましひ

Ōyamano mine no iwane ni uzumikeri waga nengetsu no yamatodamashi e
Maki est enterré au Ōyamazaki-chō à Kyoto.
L'écrivain Mitsumasu Kimiaki est un descendant de Maki.

## Dans la culture populaire
Maki apparaît dans plusieurs œuvres de fiction qui dépeignent les événements de l'ère du bakumatsu. C'est un personnage secondaire des mangas Getsumei seiki de Kenji Morita et Fūunjitachi bakumatsuhen de Minamoto Tarō. Il fait également une apparition dans la minisérie Byakkotai (1986) d'Asahi TV.

## Source de la traduction
- (en) Cet article est partiellement ou en totalité issu de l’article de Wikipédia en anglais intitulé « Maki Yasuomi » (voir la liste des auteurs).